# CHL Top Draft Prospect Award
A CHL Top Draft Prospect Award egy díj, melyet a CHL nevű jégkorong szervezet oszt ki minden szezon végén. A díjat a három nagy kanadai junior jégkorongliga játékosai szavazzák meg. A három liga az Ontario Hockey League, a Western Hockey League és a Québec Major Junior Hockey League. A trófeát az a játékos kapja, akit a legesélyesebbnek tartanak arra, hogy a legjobb helyen draftolja valamelyik National Hockey League csapat. 1991 óta ítélik oda a díjat a játékosoknak és 2003 és 2005 között nem került kiosztásra.

## A díjazottak
A kiemelt játékosok az első helyen keltek el az adott év NHL-draftján.
| Szezon    | Győztes             | Csapat                       | Liga             |
| --------- | ------------------- | ---------------------------- | ---------------- |
| 2021–2022 | Shane Wright        | Kingston Frontenacs          | OHL              |
| 2020–2021 | Nem adták át        | Nem adták át                 | Nem adták át     |
| 2019–2020 | Alexis Lafrenière   | Rimouski Océanic             | QMJHL            |
| 2018–2019 | Bowen Byram         | Vancouver Giants             | WHL              |
| 2017–2018 | Andrej Szvecsnyikov | Barrie Colts                 | OHL              |
| 2016–2017 | Nolan Patrick       | Brandon Wheat Kings          | WHL              |
| 2015–2016 | Pierre-Luc Dubois   | Cape Breton Screaming Eagles | QMJHL            |
| 2014–2015 | Connor McDavid      | Erie Otters                  | OHL              |
| 2013–2014 | Sam Bennett         | Kingston Frontenacs          | OHL              |
| 2012–2013 | Seth Jones          | Portland Winterhawks         | WHL              |
| 2011–2012 | Najil Jakupov       | Sarnia Sting                 | OHL              |
| 2010–2011 | Ryan Nugent-Hopkins | Red Deer Rebels              | WHL              |
| 2009–2010 | Tyler Seguin        | Plymouth Whalers             | OHL              |
| 2008–2009 | John Tavares        | London Knights               | OHL              |
| 2007–2008 | Steven Stamkos      | Sarnia Sting                 | OHL              |
| 2006–2007 | Patrick Kane        | London Knights               | OHL              |
| 2005–2006 | Jordan Staal        | Peterborough Petes           | OHL              |
| 2004–2005 | Nem osztották ki    | Nem osztották ki             | Nem osztották ki |
| 2003–2004 | Nem osztották ki    | Nem osztották ki             | Nem osztották ki |
| 2002–2003 | Nem osztották ki    | Nem osztották ki             | Nem osztották ki |
| 2001–2002 | Jay Bouwmeester     | Medicine Hat Tigers          | WHL              |
| 2000–2001 | Jason Spezza        | Windsor Spitfires            | OHL              |
| 1999–2000 | Rostislav Klesla    | Brampton Battalion           | OHL              |
| 1998–1999 | Pavel Brendl        | Calgary Hitmen               | WHL              |
| 1997–1998 | Vincent Lecavalier  | Rimouski Océanic             | QMJHL            |
| 1996–1997 | Joe Thornton        | Sault Ste. Marie Greyhounds  | OHL              |
| 1995–1996 | Chris Phillips      | Prince Albert Raiders        | WHL              |
| 1994–1995 | Bryan Berard        | Detroit Junior Red Wings     | OHL              |
| 1993–1994 | Jeff O’Neill        | Guelph Storm                 | [OHL             |
| 1992–1993 | Alexandre Daigle    | Victoriaville Tigres         | QMJHL            |
| 1991–1992 | Todd Warriner       | Windsor Spitfires            | OHL              |
| 1990–1991 | Eric Lindros        | Oshawa Generals              | OHL              |